# ری بیونگ-وک
ری بیونگ-وک (انگلیسی: Ri Byong-uk؛ زادهٔ november ۷, ۱۹۵۴ (۷۰ سال)) ورزشکار بوکس اهل کره شمالی است.
وی در مسابقات کشوری و بین‌المللی در مجموع برندهٔ ۱ مدال نقره، ۱ مدال برنز شده‌است.